# 중국계 수리남인
중국계 수리남인(네덜란드어: Chinese Surinamers; 중국어: 苏里南华人)은 수리남 화교라고도 불리며 중국인 출신 수리남 주민이다. 가장 초기의 이민자들은 19세기에 계약직 노동자로 왔고, 1950년대와 1960년대에 또 다른 이민의 물결이 있었다. 수리남은 2012년 인구 조사에서 7,885명의 중국인이 있었으며, 전체 인구의 1.5%를 차지했다. 그들은 CIA 월드 팩트북에 따르면 인구의 2.3%를 차지하는 '기타' 민족 범주의 가장 큰 구성 요소를 구성한다. 중국계 수리남인의 대다수는 광둥성의 하카(둥관시, 후이양구, 후이저우시 또는 바오안구, 선전시)를 조상들의 고향으로 생각한다. 허산시, 장먼시의 소수 민족이 광둥인과 하카 출신이다.
많은 중국계 수리남인들은 소매업과 비즈니스 커뮤니티에서 활동하고 있다. 네덜란드에 사는 중국인 중 6%가 수리남에서 이주했다.

## 역사

### 계약직 노동자
1853년, 수리남의 농장주들은 노예제도가 폐지되려고 할 때 노동력 부족을 우려했다. 그들은 정부가 해외에서 다른 근로자들을 채용할 것을 요청했다.
자와섬 정부는 사라마카구에 있는 카타리나 소피아 농장에서 계약 노동을 위해 18명의 중국인 그룹을 모집했다. 높은 인수 비용 때문에 자와섬이 아닌 중국에서 두 번째 그룹을 얻기로 결정했다. 1858년 마카오 주재 네덜란드 영사에 의해 500명의 중국인 노동자가 고용되었다. 그들은 4월에 수리남에 도착했지만, 아무도 노예들이 "무료로" 할 일을 하기 위해 사람들을 고용하고 싶어하지 않았다.
이 때문에 중국과의 계약은 총독 샤를 피에르 심프에 의해 고용주들에게 유리하게 변경되었다. 중국인들은 이제 노예처럼 취급될 수 있다. 이에 반발해 반란을 일으켰을 때, 그들은 정당한 절차 없이 기존 규정에 반하여 경찰에게 지팡이로 처벌받았고, 이는 거듭되는 불법 행위였다.
식민지 장관 얀 야콥 로슈센에 대한 질문(정식적인 정보 요청)은 도움이 되지 않았다.
1850년대와 1860년대에, 약 2,500명의 중국인들이 수리남으로 갔다. 대부분은 농장에서 계약직 노동자로 고용되었다. 계약이 만료된 후, 많은 사람들은 무역, 주로 식품 소매업에서 기회를 찾았다. 대부분의 남성 노동자들은 중국인이 아닌 여성과 결혼했다. 중국 여성과 결혼한 사람들은 대부분 수입 신부와 결혼했다.

### 후기 이민자
다른 중국인들은 특히 1950년대와 1960년대에 자유 노동자, 상인, 상점 도우미로서 수리남으로 왔다. 1990년대에는 더 많은 숫자가 나왔다. 2007년, 수리남에는 70,000명 이상의 중국인들이 있었고, 이민은 여전히 진행 중이다. 중국에서 목재와 광물에 대한 수요가 빠르게 증가하고 있기 때문에 수리남은 중국 기업들에게 매우 매력적이다. 중국 북부에서 온 새로운 중국인 이민자들은 수리남에서 "소금-물-중국인"으로 알려져 있다.
1960년대 이후, 수천 명의 중국인들이 수리남에서 네덜란드로 이주했다.
중국인들은 오랫동안 중소기업에서 중요한 위치를 차지하고 있었으며, 혼혈 또는 중국인 조상의 대부분 교육을 잘 받은 자손들은 다양한 사회 분야에서 찾아볼 수 있다. 또한, 수리남 사람들은 몇 가지 중국 풍습을 채택했다.

## 종교
| 종교      | 종교      | 종교 | 종교  | 종교  |
| --------- | --------- | ---- | ----- | ----- |
| 종교      |           |      | %     |       |
| 무종교    | 무종교    |      | 49%   | 49%   |
| 기독교    | 기독교    |      | 27.4% | 27.4% |
| 다른 종교 | 다른 종교 |      | 20%   | 20%   |
| 힌두교    | 힌두교    |      | 2%    | 2%    |
| 이슬람교  | 이슬람교  |      | 1.4%  | 1.4%  |

수리남의 중국인들은 대부분 무종교적이며, 상당수는 기독교를 신봉한다. 힌두교와 이슬람교 또한 소수만 따른다.

## 저명한 인물
- 헨크 친아센 - 수리남의 제2대 대통령
- 데시 바우테르서 - 수리남의 제8대 대통령
- 아론 빈터르 - 네덜란드의 전 축구 선수
- 버질 판 데이크 - 네덜란드의 축구 선수